# Wartungseinheit

Symbol (Schaltzeichen) für die Wartungseinheit

Die Wartungseinheit (auch Aufbereitungseinheit) hat als Baugruppe in pneumatischen Anlagen die Aufgabe, den Energieträger, die Druckluft, aufzubereiten. Die richtige Druckluftaufbereitung ist die Voraussetzung für Funktionssicherheit und Lebensdauer von pneumatischen Elementen und Steuerungen.

## Funktionen

Wartungseinheit im Detail, v. l. n. r.: Filter mit Wasserabscheider, Druckregelventil, Manometer und Öler

Folgende Funktionen sind in die Wartungseinheit integriert (siehe Abbildungen):
- Reinigung: Die vom Verdichter kommende komprimierte Luft enthält Schmutzteilchen (Staub, Abrieb) und Feuchtigkeit, die durch Filter bzw. Wasserabscheider abgesondert werden.
Die für die Steuerleitungen und -elemente bestimmte Luft erreicht durch zusätzliche Feinstaubfilter einen besonders hohen Reinigungsgrad.
- Druckregelung: Ein Druckregelventil sorgt dafür, dass der Ausgangsdruck (Druck im Druckluftnetz) konstant bleibt, selbst bei schwankendem Eingangsdruck oder Luftverbrauch.
- Druckanzeige: Ein Druckmessgerät (Manometer) zeigt den Druck im Netz an.
- Schmierung: Sofern die Pneumatikelemente geschmiert werden müssen, sorgt ein Öler für die ausreichende Versorgung mit Schmiermittel. Allerdings hat diese Funktion eine immer geringere Bedeutung, da durch Fortschritte in der Oberflächen- und Werkstofftechnik die Elemente zunehmend ohne Schmierung arbeiten. Bei bezüglich der Hygiene kritischen Anwendungen, z. B. in der Nahrungsmittelverarbeitung, ist dies ohnehin vorgeschrieben.